# Marin Draganja
Marin Draganja (Split, 13 de maig de 1991) és un tennista professional croat.
Ha guanyat quatre títols de dobles i va arribar a ser el número 20 del rànquing de dobles ATP. El seu germà petit Tomislav Draganja també és tennista professional.

## Palmarès

### Dobles: 9 (4−5)
| Llegenda                          |
| --------------------------------- |
| Grand Slams (0−0)                 |
| ATP Finals (0−0)                  |
| ATP World Tour Masters 1000 (0−0) |
| ATP World Tour 500 (2−1)          |
| ATP World Tour 250 (2−4)          |

| Títols per superfície |
| --------------------- |
| Dura (2−3)            |
| Gespa (0−0)           |
| Terra batuda (2−2)    |

| Resultat  | Núm. | Data                   | Torneig            | Superfície   | Parella              | Oponents                             | Marcador             |
| --------- | ---- | ---------------------- | ------------------ | ------------ | -------------------- | ------------------------------------ | -------------------- |
| Finalista | 1.   | 5 de gener de 2014     | Chennai, Índia     | Dura         | Mate Pavić           | Johan Brunström Frederik Nielsen     | 2−6, 6−4, [7−10]     |
| Guanyador | 1.   | 20 de juliol de 2014   | Hamburg, Alemanya  | Terra batuda | Florin Mergea        | Alexander Peya Bruno Soares          | 6−4, 7−5             |
| Finalista | 2.   | 21 de setembre de 2014 | Metz, França       | Dura (i)     | Henri Kontinen       | Mariusz Fyrstenberg Marcin Matkowski | 7−6(3), 3−6, [8−10]  |
| Finalista | 3.   | 26 de novembre de 2014 | Basilea, Suïssa    | Dura (i)     | Henri Kontinen       | Vasek Pospisil Nenad Zimonjić        | 6−7(13), 6−1, [5−10] |
| Guanyador | 2.   | 8 de febrer de 2015    | Zagreb, Croàcia    | Dura (i)     | Henri Kontinen       | Fabrice Martin Purav Raja            | 6−4, 6−4             |
| Guanyador | 3.   | 22 de febrer de 2015   | Marsella, França   | Dura (i)     | Henri Kontinen       | Colin Fleming Jonathan Marray        | 6−4, 3−6, [10−8]     |
| Guanyador | 4.   | 26 d'abril de 2015     | Barcelona, Espanya | Terra batuda | Henri Kontinen       | Jamie Murray John Peers              | 6−3, 6−7(6), [11−9]  |
| Finalista | 4.   | 10 d'abril de 2016     | Marràqueix, Marroc | Terra batuda | Aisam-ul-Haq Qureshi | Guillermo Durán Máximo González      | 2−6, 6−3, [6−10]     |
| Finalista | 5.   | 23 de juliol de 2017   | Umag, Croàcia      | Terra batuda | Tomislav Draganja    | Guillermo Durán Andrés Molteni       | 3−6, 7−6(4), [6−10]  |

## Trajectòria

### Dobles
| Open d'Austràlia | A   | A   | A   | A   | 2R    | 1R    | A    | A   | A   | 0 / 2   | 1 – 2   |
| Roland Garros | A   | A   | A   | A   | SF    | 2R    | 1R   | A   | A   | 0 / 3   | 5 – 3   |
| Wimbledon | A   | A   | A   | A   | 1R    | 1R    | 1R   | A   | A   | 0 / 3   | 0 – 3   |
| US Open | A   | A   | A   | A   | 2R    | A     | 1R   | A   | A   | 0 / 2   | 1 – 2   |
| Victòries − Derrotes | 1−2 | 0−1 | 1−2 | 0−3 | 29−19 | 19−15 | 9−16 | 4−1 | 0−1 | 63 – 60 | 63 – 60 |
| Rànquing a final d'any | 294 | 327 | 126 | 75  | 25    | 47    | 113  | 125 | 258 |         |         |
| Llegenda: G: Guanyador; F: Finalista; SF: Semifinalista; QF: Quarts de final; Q: Qualificació; A: Absent; RR: Round Robin; |     |     |     |     |       |       |      |     |     |         |         |